# Луена
Луена (пре 1975: Vila Luso; Вила Лусо) је град који се налази на истоку централног дела Анголе. Он је центар покрајине Моксико. Нема тачних података о броју становника и процењује се да их има између 60.000 и 200.000, укључујући и велики број избеглица из Анголског грађанског рата који је службено завршен 2002. године.